# فكتور بوريسوف
فكتور بوريسوف (12 أبريل 1985 بفولغوغراد أوبلاست في روسيا - ) (بالروسية: Виктор Юрьевич Борисов)‏ هو لاعب كرة قدم روسي في مركز الهجوم. لعب مع بالتيكا كالينينغراد وتوم تومسك ونادي روتور فولغوغراد ونادي موردوفيا سارانسك وسليوت بيلغورود ‏ وكاريليا بتروزافودسك ‏ وFC Gubkin ‏ وFC Sever Murmansk ‏ وFC Zenit-Izhevsk ‏ وأولمبيا فولغوغراد ‏.

## وصلات خارجية
- فكتور بوريسوف على موقع قاعدة بيانات كرة القدم.إي يو (الإنجليزية)